# 長楽寺 (豊岡市)
長楽寺（ちょうらくじ）は、兵庫県豊岡市日高町にある高野山真言宗の寺院。山号は水生山。本尊は薬師如来。

## 歴史
行基によって創建されたと伝えられている。長楽寺は一時は12の坊舎が立ち並んでいたとされるが、天正8年（1580年）の豊臣秀吉の但馬征伐で戦禍に巻き込まれ、灰塵に帰した。寛政3年（1791年）に本堂である薬師堂が落慶し、客殿が進美寺からの移築により、大正8年（1919年）に建立された。

## 天然記念物
- 散り椿
根回り1.9メートル。樹高約7メートル。推定樹齢500年とされている。3月から4月にかけて紅にわずかな白斑の交じった花をつける。

## 文化財

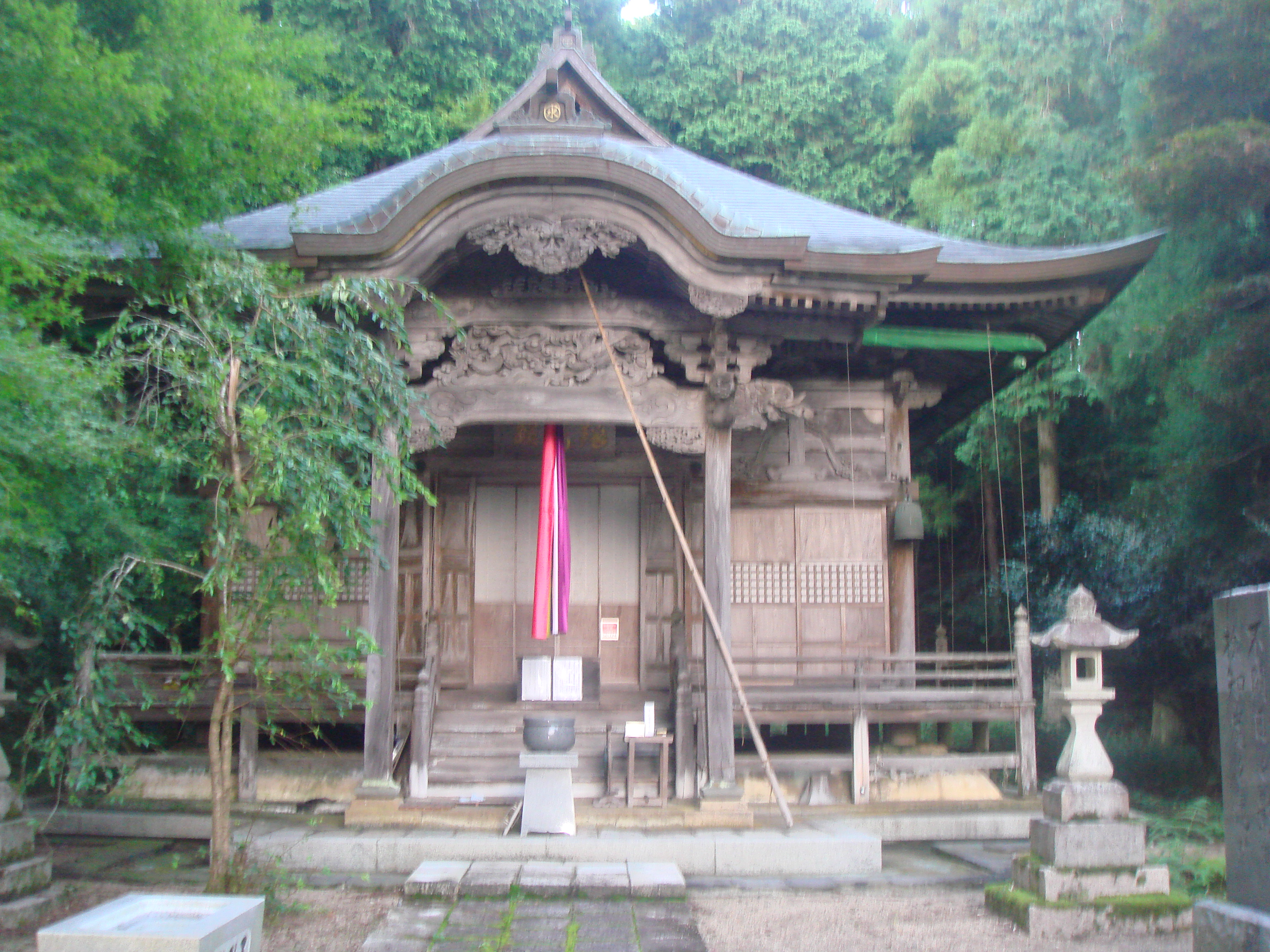
薬師堂

- 薬師堂
日高町内では貴重な江戸時代中期の建築物であり、多くの彫刻が施されている優れた建築物とされ、昭和53年（1978年）に豊岡市有形文化財（建造物）に指定された[2]。
- 茶湯釜
千利休専属の釜師・与次郎の作とされ、招来の過程は不明である。昭和45年（1970年）に豊岡市有形文化財（工芸品）に指定された[2]。